# Volta a Catalunya de 1958
La Volta a Catalunya de 1958 fou la 38a edició de la Volta a Catalunya. La prova es disputà en 9 etapes, dues d'elles dispurades al mateix dia, entre el 7 i el 14 de setembre de 1958, amb un total de 1.389,4 km. El vencedor final fou el belga Richard van Genechten, seguit per Gabriel Mas i Anicet Utset.
La cursa va quedar marcada per una llarga i nombrosa escapada gestada en l'ascensió al coll de l'Ordal, durant la segona etapa, que va permetre a un grup format per una trentena de ciclistes arribar a Reus amb més de 12' d'avantatge sobre els principals favorits.

## Recorregut
El recorregut d'aquesta edició queda més circumscrit a les carreteres de Catalunya, sense entrar a Andorra i fent sols una petita incursió al País Valencià, fins a Vinaròs, durant la tercera etapa. S'elimina la contrarellotge individual i es manté una doble etapa en un sol dia, la primera, en què al matí es fa el tradicional recorregut per la muntanya de Montjuïc, al qual han de fer 12 voltes, i a la tarda es desplacen fins a Reus, tot passant pel coll de l'Ordal, de segona categoria.
Les principals dificultats muntanyoses que hagueren de superar els ciclistes foren en la sisena i vuitena etapa. En la sisena etapa, de camí entre Puigcerdà i Girona, hagueren de superar la collada de Toses i el coll de Santigosa, ambdós de primera categoria, tot i que els darrers seixanta quilòmetres són plans fins a arribar a Girona; mentre en la vuitena, entre Granollers i Berga foren l'alt d'Estenalles i l'alt de la Trona, també de primera categoria, els colls a superar. En la darrera etapa encara hagueren de superar l'alt de Montserrat, de primera categoria, a mitja etapa, abans de finalitzar la cursa fent 10 voltes per la muntanya de Montjuïc.

## Etapes
| Etapa | Data           | Recorregut                      |                         | km    | Guanyador                   | Líder                       |
| ----- | -------------- | ------------------------------- | ----------------------- | ----- | --------------------------- | --------------------------- |
| 1a    | 7 de setembre  | Montjuïc - Montjuïc (Barcelona) | Etapa trencacames       | 46,4  | Joan Bibiloni (ESP)         | Joan Bibiloni (ESP)         |
| 2a    | 7 de setembre  | Barcelona - Reus                | Etapa plana             | 119,0 | Fernando Manzaneque (ESP)   | Fernando Manzaneque (ESP)   |
| 3a    | 8 de setembre  | Reus - Tortosa                  | Etapa plana             | 154,0 | Antonio Bertrán (ESP)       | Antonio Bertrán (ESP)       |
| 4a    | 9 de setembre  | Tortosa - Lleida                | Etapa plana             | 186,0 | Julio San Emeterio (ESP)    | Juan Manuel Montilla (ESP)  |
| 5a    | 10 de setembre | Lleida - Puigcerdà              | Etapa plana             | 166,0 | Vicent Iturat (ESP)         | Joaquim Barceló (ESP)       |
| 6a    | 11 de setembre | Puigcerdà - Girona              | Etapa de muntanya       | 158,0 | Josep Segú (ESP)            | Joaquim Barceló (ESP)       |
| 7a    | 12 de setembre | Girona - Granollers             | Etapa de mitja muntanya | 180,0 | Miquel Poblet (ESP)         | Joaquim Barceló (ESP)       |
| 8a    | 13 de setembre | Granollers - Berga              | Etapa de muntanya       | 202,0 | Richard van Genechten (BEL) | Anicet Utset (ESP)          |
| 9a    | 14 de setembre | Berga - Montjuïc (Barcelona)    | Etapa de mitja muntanya | 178,0 | Richard van Genechten (BEL) | Richard van Genechten (BEL) |

### Etapa 1. Barcelona - Barcelona. 46,4 km
|   | Ciclista       | Equip    | Temps      |
| - | -------------- | -------- | ---------- |
| 1 | Joan Bibiloni  | Lube-NSU | 1h 08' 10" |
| 2 | Jesús Galdeano | GD Faema | m. t.      |
| 3 | René Marigil   | Lube-NSU | m. t.      |

|   | Ciclista       | Equip    | Temps      |
| - | -------------- | -------- | ---------- |
| 1 | Joan Bibiloni  | Lube-NSU | 1h 08' 10" |
| 2 | Jesús Galdeano | GD Faema | m. t.      |
| 3 | René Marigil   | Lube-NSU | m. t.      |

### Etapa 2. Barcelona - Reus. 119,0 km
|   | Ciclista            | Equip             | Temps      |
| - | ------------------- | ----------------- | ---------- |
| 1 | Fernando Manzaneque | GD Faema          | 2h 57' 34" |
| 2 | Emilio Hernán       | Licor 43          | m. t.      |
| 3 | Josep Ametller      | Peña Solera-Ignis | + 24"      |

|   | Ciclista            | Equip             | Temps      |
| - | ------------------- | ----------------- | ---------- |
| 1 | Fernando Manzaneque | GD Faema          | 4h 05' 50" |
| 2 | Emilio Hernán       | Licor 43          | m. t.      |
| 3 | Josep Ametller      | Peña Solera-Ignis | + 24"      |

### Etapa 3. Reus - Tortosa. 154,0 km
|   | Ciclista        | Equip             | Temps      |
| - | --------------- | ----------------- | ---------- |
| 1 | Antonio Bertrán | GD Faema          | 3h 52' 53" |
| 2 | Gabriel Mas     | Licor 43          | m. t.      |
| 3 | Anicet Utset    | Peña Solera-Ignis | m. t.      |

|   | Ciclista        | Equip             | Temps      |
| - | --------------- | ----------------- | ---------- |
| 1 | Antonio Bertrán | GD Faema          | 7h 59' 26" |
| 2 | Gabriel Mas     | Licor 43          | m. t.      |
| 3 | Anicet Utset    | Peña Solera-Ignis | m. t.      |

### Etapa 4. Tortosa - Lleida. 186,0 km
|   | Ciclista           | Equip      | Temps      |
| - | ------------------ | ---------- | ---------- |
| 1 | Julio San Emeterio | Boxing-Kas | 4h 47' 22" |
| 2 | Francesc Massip    | Berkel     | m. t.      |
| 3 | Miquel Pacheco     | GD Faema   | + 01' 23"  |

|   | Ciclista             | Equip    | Temps       |
| - | -------------------- | -------- | ----------- |
| 1 | Juan Manuel Montilla | Berkel   | 12h 52' 16" |
| 2 | Joaquim Barceló      | Licor 43 | + 01' 27"   |
| 3 | Gabriel Mas          | Licor 43 | + 03' 40"   |

### Etapa 5. Lleida - Puigcerdà. 166,0 km
|   | Ciclista        | Equip             | Temps      |
| - | --------------- | ----------------- | ---------- |
| 1 | Vicent Iturat   | Peña Solera-Ignis | 4h 26' 15" |
| 2 | Jesús Loroño    | GD Faema          | + 07"      |
| 3 | Joaquim Barceló | Licor 43          | + 08"      |

|   | Ciclista             | Equip             | Temps       |
| - | -------------------- | ----------------- | ----------- |
| 1 | Joaquim Barceló      | Licor 43          | 17h 20' 06" |
| 2 | Juan Manuel Montilla | Berkel            | + 02' 10"   |
| 3 | Joan Escolà          | Peña Solera-Ignis | + 05' 36"   |

### Etapa 6. Puigcerdà - Girona. 158,0 km
|   | Ciclista       | Equip             | Temps      |
| - | -------------- | ----------------- | ---------- |
| 1 | Josep Segú     | Peña Solera-Ignis | 4h 06' 35" |
| 2 | Miquel Pacheco | GD Faema          | m. t.      |
| 3 | Miquel Poblet  | Peña Solera-Ignis | + 01' 00"  |

|   | Ciclista             | Equip             | Temps       |
| - | -------------------- | ----------------- | ----------- |
| 1 | Joaquim Barceló      | Licor 43          | 21h 27' 41" |
| 2 | Juan Manuel Montilla | Berkel            | + 02' 10"   |
| 3 | Joan Escolà          | Peña Solera-Ignis | + 05' 36"   |

### Etapa 7. Girona - Granollers. 180,0 km
|   | Ciclista         | Equip             | Temps      |
| - | ---------------- | ----------------- | ---------- |
| 1 | Miquel Poblet    | Peña Solera-Ignis | 5h 03' 54" |
| 2 | Salvador Botella | GD Faema          | m. t.      |
| 3 | Frans Schoubben  | Peugeot           | + 02' 08"  |

|   | Ciclista             | Equip    | Temps       |
| - | -------------------- | -------- | ----------- |
| 1 | Joaquim Barceló      | Licor 43 | 26h 33' 43" |
| 2 | Juan Manuel Montilla | Berkel   | + 02' 10"   |
| 3 | Gabriel Mas          | Licor 43 | + 05' 50"   |

### Etapa 8. Granollers - Berga. 202,0 km
|   | Ciclista              | Equip             | Temps      |
| - | --------------------- | ----------------- | ---------- |
| 1 | Richard Van Genechten | Peugeot           | 6h 17' 46" |
| 2 | Anicet Utset          | Peña Solera-Ignis | m. t.      |
| 3 | Pierre Ruby           | Peugeot           | + 03' 57"  |

|   | Ciclista              | Equip             | Temps       |
| - | --------------------- | ----------------- | ----------- |
| 1 | Anicet Utset          | Peña Solera-Ignis | 32h 59' 05" |
| 2 | Richard Van Genechten | Peugeot           | + 14"       |
| 3 | Gabriel Mas           | Licor 43          | + 04' 05"   |

### Etapa 9. Berga - Barcelona. 178,0 km
|   | Ciclista              | Equip    | Temps      |
| - | --------------------- | -------- | ---------- |
| 1 | Richard Van Genechten | Peugeot  | 4h 43' 27" |
| 2 | Gabriel Mas           | Licor 43 | + 42"      |
| 3 | Antonio Suárez        | Lube-NSU | m. t.      |

|   | Ciclista              | Equip             | Temps       |
| - | --------------------- | ----------------- | ----------- |
| 1 | Richard Van Genechten | Peugeot           | 37h 28' 02" |
| 2 | Gabriel Mas           | Licor 43          | + 03' 51"   |
| 3 | Anicet Utset          | Peña Solera-Ignis | + 04' 31"   |

## Classificacions finals

### Classificació general
| Pos. | Ciclista                    | Club              | Temps       |
| ---- | --------------------------- | ----------------- | ----------- |
| 1    | Richard Van Genechten (BEL) | Peugeot           | 37h 28' 02" |
| 2    | Gabriel Mas (ESP)           | Licor 43          | + 3' 51"    |
| 3    | Anicet Utset (ESP)          | Peña Solera-Ignis | + 4' 31"    |
| 4    | Fernando Manzaneque (ESP)   | GD Faema          | + 6' 53"    |
| 5    | Miquel Pacheco (ESP)        | GD Faema          | + 8' 46"    |
| 6    | Joaquim Barceló (ESP)       | Licor 43          | + 11' 35"   |
| 7    | José Herrero (ESP)          | Boxing-Kas        | + 17' 29"   |
| 8    | Facundo Zabaleta (ESP)      | Beasain-Caobania  | + 20' 34"   |
| 9    | Antonio Suárez (ESP)        | Lube-NSU          | + 21' 55"   |
| 10   | René Marigil (ESP)          | Lube-NSU          | + 21' 58"   |

## Classificacions secundàries
| Pos. | Ciclista             | Club              | Punts |
| ---- | -------------------- | ----------------- | ----- |
| 1    | René Marigil (ESP)   | Lube-NSU          | 25    |
| 2    | Benigno Aspuru (ESP) | Boxing-Kas        | 25    |
| 3    | Ferran Mitjà (ESP)   | Peña Solera-Ignis | 18    |

| Pos. | Ciclista            | Club              | Punts |
| ---- | ------------------- | ----------------- | ----- |
| 1    | Vicent Iturat (ESP) | Peña Solera-Ignis | 13    |
| 2    | Josep Segú (ESP)    | Peña Solera-Ignis | 6     |
| 3    | Gabriel Mas (ESP)   | Peña Solera-Ignis | 4     |

| Pos. | Ciclista                    | Club              | Punts |
| ---- | --------------------------- | ----------------- | ----- |
| 1    | Richard van Genechten (BEL) | Peugeot           | 36    |
| 2    | Fernando Manzaneque (ESP)   | GD Faema          | 35    |
| 3    | Gabriel Mas (ESP)           | Peña Solera-Ignis | 30    |

| Pos. | Ciclista           | Club              | Punts |
| ---- | ------------------ | ----------------- | ----- |
| 1    | Gabriel Mas (ESP)  | Peña Solera-Ignis | 8     |
| 2    | Ferran Mitjà (ESP) | Peña Solera-Ignis | 7     |
| 3    | René Marigil (ESP) | Lube-NSU          | 5     |

### Classificació per equips
| Pos. | Club     | Temps       |
| ---- | -------- | ----------- |
| 1    | Licor 43 | 113h 14' 56 |
| 2    | GD Faema | + 7' 40"    |
| 3    | Peugeot  | + 19' 08"   |